# Санта-Марта-да-Монтанья
Санта-Марта-да-Монтанья (порт. Santa Marta da Montanha)  —  населённый пункт и район в Португалии,  входит в округ Вила-Реал. Является составной частью муниципалитета  Вила-Пока-де-Агиар. По старому административному делению входил в провинцию Траз-уж-Монтиш и Алту-Дору. Входит в экономико-статистический  субрегион Алту-Траз-уш-Монтеш, который входит в Северный регион. Население составляет 195 человек на 2001 год. Занимает площадь 13,12 км².